# 2008年北京オリンピックの野球競技・世界最終予選
2008年北京オリンピックの野球競技・世界最終予選（2008ねんペキンオリンピックのやきゅうきょうぎ・せかいさいしゅうよせん）は、2008年3月7日から3月14日に台湾で行われた国際大会。開催時期が物議を醸したが、最終的には当初予定通りの日程で進められることとなった。

## 概要
米州予選の3位、4位。ヨーロッパ予選の2位、3位、アジア予選の2位、3位、アフリカ予選の1位、オーストラリアの8チームが3つの枠を巡って総当りのリーグ戦を行い、上位3チームが北京五輪の出場権を獲得できる。

### 出場国
- メキシコ （米州3位）
- カナダ （米州4位）
- スペイン （欧州3位）
- ドイツ （欧州4位 ※英国辞退による繰上げ出場）
- 韓国 （アジア2位）
- チャイニーズタイペイ （アジア3位）
- オーストラリア （オセアニア代表）
- 南アフリカ共和国 （アフリカ1位）

## 試合

### スケジュール
3月7日
| 南アフリカ共和国 | 0 - 5 | 韓国 |

| メキシコ | 10 - 15 | カナダ |

| チャイニーズタイペイ | 13 - 3 | スペイン |

| ドイツ | 1 - 4 | オーストラリア |

3月8日
| カナダ | 10 - 0 | 南アフリカ共和国 |

| メキシコ | 1- 6 | チャイニーズタイペイ |

| 韓国 | 16 - 2 | オーストラリア |

| スペイン | 0 - 1 | ドイツ |

3月9日
| ドイツ | 0 - 2 | チャイニーズタイペイ |

| オーストラリア | 10 - 5 | カナダ |

| 南アフリカ共和国 | 1 - 2 | スペイン |

| 韓国 | 6 - 1 | メキシコ |

3月10日
| ドイツ | 4- 3 | 南アフリカ共和国 |

| スペイン | 5 - 14 | 韓国 |

| チャイニーズタイペイ | 5 - 6 | カナダ |

| オーストラリア | 4 - 7 | メキシコ |

3月12日
| 韓国 | 12 - 1 | ドイツ |

| カナダ | 11 - 0 | スペイン |

| メキシコ | 6 - 0 | 南アフリカ共和国 |

| チャイニーズタイペイ | 5 - 0 | オーストラリア |

3月13日
| オーストラリア | 9 - 0 | スペイン |

| ドイツ | 0 - 4 | メキシコ |

| カナダ | 4 - 3 | 韓国 |

| 南アフリカ共和国 | 0 - 4 | チャイニーズタイペイ |

3月14日
| スペイン | 1 - 2 | メキシコ |

| 南アフリカ共和国 | 11 - 13 | オーストラリア |

| チャイニーズタイペイ | 3 - 4 | 韓国 |

| カナダ | 2 - 1 | ドイツ |

### 結果
| 順位 | チーム               | 試合数 | 勝 | 敗 | 勝率  | 失点 |
| ---- | -------------------- | ------ | -- | -- | ----- | ---- |
| 1    | カナダ               | 7      | 6  | 1  | 0.857 | 29   |
| 2    | 韓国                 | 7      | 6  | 1  | 0.857 | 16   |
| 3    | チャイニーズタイペイ | 7      | 5  | 2  | 0.714 | 14   |
| 4    | メキシコ             | 7      | 4  | 3  | 0.571 | 32   |
| 5    | オーストラリア       | 7      | 4  | 3  | 0.571 | 45   |
| 6    | ドイツ               | 7      | 2  | 5  | 0.286 | 27   |
| 7    | スペイン             | 7      | 1  | 6  | 0.143 | 51   |
| 8    | 南アフリカ共和国     | 7      | 0  | 7  | 0.000 | 44   |

順位決定方法
順位は、勝数によって決められる。勝数で並んだチームがあれば、順位は下の項目の順に決定される。 
1. 勝数で並んだチーム間での直接対決に勝利したチームが上位になる
2. 勝数で並んだチーム間での試合において、失点率の最も少ないチームが上位になる
3. 勝数で並んだチーム間での試合において、自責点率の最も少ないチームが上位になる
4. 勝数で並んだチーム間での試合において、チーム打率の高いチームが上位になる
5. 勝数で並んだチーム間での試合において、チーム出塁率の高いほうが上位になる
6. 勝数で並んだチーム間での試合において、チーム長打率の高いほうが上位になる

※失点率、自責点率とはそれぞれ失点、自責点を守備イニング数で割った数である